# Station Osie
Station Osie is een spoorwegstation in de Poolse plaats Osie.